# Molly Samuels
Pour les articles homonymes, voir Samuels.
Molly Samuels est une karatéka britannique surtout connue pour avoir remporté l'épreuve de kumite individuel féminin moins de 60 kilos aux championnats d'Europe de karaté 1986, 1987, 1989 et 1992 ainsi qu'aux championnats du monde de karaté 1992 et aux jeux mondiaux 1993.

## Résultats
| Résultat           | Date          | Épreuve                   | Catégorie | Compétition                | Ville hôte                |
| ------------------ | ------------- | ------------------------- | --------- | -------------------------- | ------------------------- |
| Médaille d'or      | 1986          | Kumite individuel - 60 kg | Seniors   | Championnats d'Europe 1986 | Madrid, en Espagne        |
| Médaille d'argent  | 1986          | Kumite individuel - 60 kg | Seniors   | Championnats du monde 1986 | Sydney, en Australie      |
| Médaille d'or      | 1987          | Kumite individuel - 60 kg | Seniors   | Championnats d'Europe 1987 | Glasgow, au Royaume-Uni   |
| Médaille d'or      | 1989          | Kumite individuel - 60 kg | Seniors   | Championnats d'Europe 1989 | Titograd, en Yougoslavie  |
| Médaille de bronze | Novembre 1990 | Kumite individuel - 60 kg | Seniors   | Championnats du monde 1990 | Mexico, au Mexique        |
| Médaille d'or      | 1992          | Kumite individuel - 60 kg | Seniors   | Championnats d'Europe 1992 | Bois-le-Duc, aux Pays-Bas |
| Médaille d'or      | Novembre 1992 | Kumite individuel - 60 kg | Seniors   | Championnats du monde 1992 | Grenade, en Espagne       |
| Médaille d'or      | 1993          | Kumite individuel - 60 kg | Seniors   | Jeux mondiaux 1993         | La Haye, aux Pays-Bas     |